# Marion Ritzmann
Marion Ritzmann (* 24. Dezember 1978 in Osterfingen) ist eine Schweizer Konzeptkünstlerin.

## Leben und Werk
Marion Ritzmann studierte von 2002 bis 2005 Bildende Kunst (Bachelor) an der Hochschule für Gestaltung und Kunst in Basel und von 2013 bis 2016 an der Zürcher Hochschule der Künste (Master) in Zürich. Seit 2016 ist sie Teil der Aufnahmekommission von visarte.
Marion Ritzmann erhielt verschiedene Stipendien und Preise. Ihre Werke zeigte sie in zahlreichen Einzel- und Gruppenausstellungen im In- und Ausland. Seit 2015 erscheint bei edition fink, Verlag für zeitgenössische Kunst Zürich die Publikationsreihe Fortsetzung folgt.